# زبان بهیلی
زبان بهیلی یکی از زبان‌های هندوآریایی وابسته به شاخهٔ باختری آن است که در غرب مرکزی هند و نیز در بخش احمدآباد در شرق این کشور گویشورانی دارد. این زبان از شاخهٔ زبان‌های بهیل است و با زبان‌های گجراتی و راجستانی در پیونداست. برای نگارش آن از گونه‌ای از خط دیواناگری بهره‌می‌برند.